# Joona Laukka
Joona Laukka, nacido el 30 de junio de 1972 en Helsinki, es un ciclista finlandés ya retirado. Profesional de 1995 a 2002, ganó el Tour de Valonia en 1994. Fue el primer finlandés en disputar el Tour de Francia (1997), el Giro de Italia (1996) y el primero también en la Vuelta a España (1998). Reconvertido en amateur en 2001 con el equipo de Bressuire AC, terminó la temporada amateur en la primera plaza de la Federación Francesa de Ciclismo.
En la actualidad es agente de ciclistas.

## Palmarés
1994
- Tour de Valonia, más 1 etapa

1996
- Campeonato de Finlandia Contrarreloj
- Campeonato de Finlandia en Ruta

1997
- 1 etapa del Tour del Porvenir

1999
- 2º en el Campeonato de Finlandia Contrarreloj

2000
- 3º en el Campeonato de Finlandia Contrarreloj

2001
- 2º en el Campeonato de Finlandia Contrarreloj
- 3º en el Campeonato de Finlandia en Ruta
- Tour de Corrèze

## Resultados en las grandes vueltas
| Carrera         | 1994 | 1995 | 1996 | 1997 | 1998 | 1999 | 2000 | 2001 | 2002 |
| --------------- | ---- | ---- | ---- | ---- | ---- | ---- | ---- | ---- | ---- |
| Giro de Italia  | -    | -    | 14º  | -    | -    | -    | -    | -    | -    |
| Tour de Francia | -    | -    | -    | 35º  | Ab.  | -    | -    | -    | -    |
| Vuelta a España | -    | Ab.  | -    | -    | 85.º | 42.º | -    | -    | -    |